# Ravinder Pal Singh
Ravinder Pal Singh, född 6 september 1960 i Sitapur i Uttar Pradesh, död 8 maj 2021 i Lucknow i Uttar Pradesh, var en indisk landhockeyspelare.
Han tog OS-guld i herrarnas landhockeyturnering i samband med de olympiska landhockeytävlingarna 1980 i Moskva.